# Trimma necopinus
Trimma necopinus és una espècie de peix de la família dels gòbids i de l'ordre dels perciformes.

## Morfologia
- Els mascles poden assolir 4 cm de longitud total.[3][4]

## Hàbitat
És un peix marí de clima subtropical i associat als esculls de corall.

## Distribució geogràfica
Es troba a l'est d'Austràlia.